# Zasiedzenie (prawo niemieckie)
Zasiedzenie (niem. Ersitzung) – sposób nabycia własności rzeczy ruchomej lub nieruchomości wskutek upływu czasu.

## Ruchomości
Kto ma w posiadaniu samoistnym przez okres 10 lat cudzą rzecz ruchomą, nabywa jej własność przez zasiedzenie, jeśli pozostaje w dobrej wierze co do tego, że przysługuje mu jej własność. Na skutek zasiedzenia gasną prawa osób trzecich na rzeczy, chyba że nie są objęte dobrą wiarą posiadacza, który o tych prawach wiedział lub powinien był wiedzieć, gdyby nie dopuścił się rażącego niedbalstwa (§ 937 – § 945 BGB).

## Nieruchomości
Zasiedzeniu podlegają tylko nieruchomości mające urządzoną księgę gruntową. Zasiedzieć nieruchomość może ten, kto pozostaje jej posiadaczem samoistnym przez okres 30 lat, choćby posiadał w złej wierze.

### Zasiedzenie intabulowane
Dla zasiedzenia konieczne jest, by posiadacz figurował błędnie w księdze gruntowej prowadzonej dla nieruchomości jako jej właściciel.
Ten sam wymóg dotyczy zasiedzenie ograniczonego prawa rzeczowego, z którego wynika prawo do posiadania nieruchomości cudzej (służebność gruntowa, użytkowanie). Prawo takie powstaje każdorazowo w zakresie wskazanym w księdze gruntowej (§ 900 BGB).
Bieg terminu zasiedzenia przerywa się przez wytoczenie powództwa o uzgodnienie treści księgi z rzeczywistym stanem prawnym.

### Zasiedzenie kontrtabulowane (zawłaszczenie)
Dla zasiedzenia konieczne jest przeprowadzenie w stosunku do nieobecnego właściciela postępowania wywoławczego. Jeżeli właściciel figuruje w księdze gruntowej, postępowanie dopuszczalne jest tylko wówczas, gdy zmarł lub zaginął, a od 30 lat w księdze nie dokonano żadnego wpisu, dla którego wymagana jest jego zgoda. Orzeczenie sądu stanowi podstawę do wpisu posiadacza w księdze gruntowej. Z tą chwilą nabywa on własność nieruchomości. Rozstrzygnięcie sądu nie wiąże jednak rzeczywistego właściciela nieruchomości, jeżeli przed jego ogłoszeniem wytoczył powództwo o uzgodnienie treści księgi z rzeczywistym stanem prawnym.